# Dag zuster Ursula
Dag zuster Ursula is een nummer van Rob de Nijs, dat najaar 1973 op single verscheen. Het nummer is afkomstig van het album In de uren van de middag.

## Achtergrond
Dag zuster Ursula is geschreven door Boudewijn de Groot en Lennaert Nijgh en geproduceerd door De Groot. Het is een nederpopnummer waarin de liedverteller zingt over het verlaten van Nederland en het vertrekken naar Amerika. De liedverteller neemt afscheid van zijn ouders en zijn zus Ursula. De tekst ("de vlinders achterna", "naar Amerika") is afkomstig uit de brief die Mijnheer Prikkebeen schreef aan zijn zus aan het begin van het gelijknamige stripverhaal. Het lied betekende samen met Jan Klaassen de trompetter de comeback voor de zanger, na een stilte van zeven jaar. De B-kant van de single is Meisje in Engeland, geschreven door Astrid Nijgh en Lennaert Nijgh.

## Hitnoteringen
Het nummer was een groot succes in Nederland en had ook een klein succes in België. In de Nederlandse Top 40 piekte het op de derde plaats en stond het twaalf weken in de lijst. Het kwam tot de vierde plaats in de Daverende Dertig in de negen weken dat het in de lijst te vinden was. De piekpositie in de Vlaamse Ultratop 50 was de 21e plek. Het stond zes weken in deze hitlijst.

### NPO Radio 2 Top 2000
| Nummer met noteringen in de NPO Radio 2 Top 2000 | '99  | '00  | '01  | '02  |
| ------------------------------------------------ | ---- | ---- | ---- | ---- |
| Dag zuster Ursula                                | 1764 | 1763 | 1424 | 1809 |

1. ↑  Een vetgedrukt getal geeft de hoogste notering aan.
2. ↑  Deze tabel is bijgewerkt tot en met de laatste editie (2024).